# Argyrana
Argyrana là một chi bướm đêm thuộc họ Noctuidae.